# Hu Fen
Pour les articles homonymes, voir Hu.
Dans ce nom chinois, le nom de famille, Hu, précède le nom personnel.
Hu Fen est un général des Jin. D’abord sous les Wei, il participa à l’assaut de Shouchun en l’an 258 et barra la fuite à Zhuge Dan, puis le tua, mettant ainsi fin à sa rébellion. 
Quelques années plus tard, en l’an 276, il aurait mené un raid contre les tribus Xiongnu dans la province de Bing. 
Puis, au tournant de l’an 280, portant alors le titre de Général Qui Pacifie le Sud, il fit partie de l’invasion du Royaume de Wu et dirigea 50000 hommes contre Xiakou. Lorsque vint le temps d’attaquer Jianye, il s’opposa à une attaque précipité comme le suggéra son supérieur Du Yu, mais l’offensive eut toutefois lieu et fut couronnée de succès. Hu Fen mourut en l’an 288.